# Ceuthospora calderae
Ceuthospora calderae är en svampart som beskrevs av Urries 1956. Ceuthospora calderae ingår i släktet Ceuthospora och familjen Phacidiaceae.   Inga underarter finns listade i Catalogue of Life.